# Liste civile de Louis-Philippe Ier

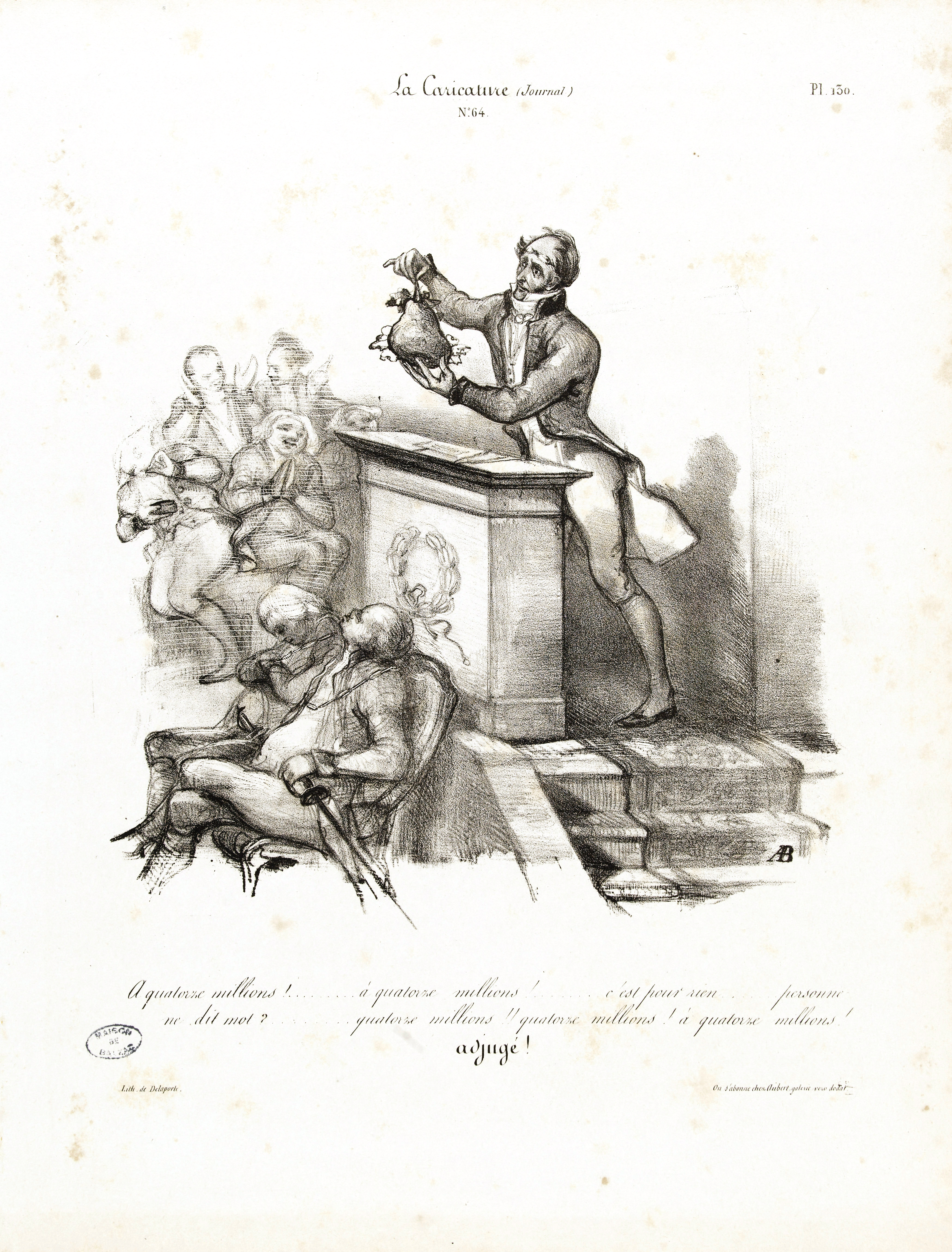
Caricature d'Auguste Bouquet en 1832.

Sous la monarchie de Juillet, la liste civile de Louis-Philippe Ier est réglée par la loi du 2 mars 1832, qui en a arrêté le montant à 12 millions de francs par an, auquel s'ajoute un million par an pour le prince royal, fils aîné du roi.

## La loi du 2 mars 1832 relative à laliste civile
L'article 19 de la Charte de 1830 prévoyait que : « La liste civile est fixée pour toute la durée du règne par la première législature assemblée depuis l'avènement du roi. »

### Dotation annuelle
Le 15 décembre 1830, Jacques Laffitte avait présenté un projet de loi fixant la dotation annuelle de la liste civile à 18 millions, mais cette proposition avait suscité un tel tollé que le ministère avait préféré la retirer. Dans ses mémoires, Alexandre Dumas, rappelle qu’à l’époque, cette somme représente la moitié des crédits alloués à l’entretien des routes, canaux, ponts et ports du royaume ; le double du budget des affaires étrangères ; 30 % de plus que l’ensemble des salaires du personnel employé par le ministère de la justice. Elle équivaut également à la solde 50 000 officiers et hommes de troupe . La Chambre avait alors adopté un compromis mi-figue mi-raisin : 12 millions en décembre 1830 et, à l'avenir, 1 million et demi par mois – soit 18 millions par an – jusqu'à la fixation définitive de la liste civile.
Le 4 octobre 1831, Casimir Perier présente à la Chambre un nouveau projet reprenant la somme de 18 millions. La Chambre entreprend la discussion de ce projet le 29 décembre sur le rapport du député Auguste de Schonen, puis en débat entre le 4 et le 14 janvier 1832. La commission propose de ramener la liste civile de 18  à   14 millions plus un million pour le prince royal. Cinq orateurs s'expriment et plaident pour une royauté modeste, tandis que le ministère, par la voix de Montalivet, proche de Louis-Philippe, objecte qu'il ne s'agit pas ici de discuter des ressources d'une maison mais d'un principe, la royauté, et de ses exigences, puisque le roi doit être le protecteur de l'industrie et le mécène des arts. En définitive, la Chambre réduit le montant de la liste civile à 12 millions par an plus un million pour le prince royal. Votée par 259 voix contre 107, puis adoptée par les pairs, la loi est promulguée le 2 mars 1832.
L'article 21 de la loi prévoit que : « En cas d'insuffisance du domaine privé, les dotations des fils puînés du roi et des princesses ses filles seront réglées ultérieurement par des lois spéciales. » La mise en œuvre de cette disposition donnera lieu à des difficultés considérables.

### Dotation immobilière et mobilière de la liste civile
La loi inclut dans la dotation de la couronne les immeubles suivants :
- Palais du Louvre
- Palais des Tuileries
- Élysée-Bourbon
- Domaine de Versailles
- Domaine de Marly
- Domaine de Saint-Cloud
- Domaine de Meudon
- Domaine de Saint-Germain-en-Laye
- Domaine de Compiègne
- Domaine de Fontainebleau
- Château de Pau
- Manufacture de Sèvres
- Manufacture des Gobelins
- Manufacture de Beauvais
- Bois de Boulogne
- Bois de Vincennes
- Forêt de Sénart

Sont également réunis à la dotation immobilière de la couronne les biens composant l'apanage d'Orléans, conformément aux usages de l'ancien droit concernant les apanagistes (V. Biens de la maison d'Orléans) : le Palais-Royal, les duchés d'Orléans, de Valois, de Chartres, de Nemours, les comtés de Dourdan, de Soissons et de Romorantin, les marquisats de Coucy et de Folembray, la seigneurie de Montargis, La Fère, Marle, Ham, Saint-Gobain, le canal de l'Ourcq, l'hôtel Duplessis-Châtillon à Paris, l'hôtel de Grand-Ferrare à Fontainebleau.
En revanche, ne figure pas dans la liste le château de Rambouillet, que le duc de Penthièvre avait été contraint de céder à Louis XVI et que Louis-Philippe aurait bien aimé conserver mais dont il jugea l'entretien trop dispendieux. Le château fut donc remis à l'administration des Domaines qui le loua à divers occupants.
La dotation mobilière comprend les pierreries, statues, tableaux et meubles des palais royaux et du Garde-Meuble de la Couronne.

## Administration de la liste civile
Louis-Philippe n'a pas de maison. Il n'y a donc pas, sous la monarchie de Juillet, de ministre de la maison du roi. Pendant toute la durée du règne, deux administrations se partagent la gestion des fonds et domaines royaux :
- l'intendance générale de la liste civile, dirigée pour l'essentiel par le comte de Montalivet, avec quelques éclipses dues à ses responsabilités ministérielles, pendant lesquelles il est remplacé temporairement par le baron Fain, puis par Taillepied de Bondy ;
- l'administration du domaine privé, dirigée d'abord par le secrétaire particulier de Louis-Philippe, Oudard, puis par Olivier de Gérente et administrée par un Conseil du domaine privé présidé, à partir de 1839, par André Dupin, avocat du roi.

Les biens personnels du duc d'Aumale, héritier de la considérable fortune de la maison de Condé, sont administrés de manière autonome par un service confié au conseiller Borel de Brétizel, puis au conseiller Lacave-Laplagne et au président Laplagne-Barris.
Les archives de l'intendance générale de la Liste civile sous la monarchie de Juillet sont conservées aux Archives nationales dans la sous-série O/4.

### Intendants généraux de la liste civile
- 10 octobre 1830 - 2 novembre 1830 : Camille de Montalivet (intendant provisoire de la dotation de la Couronne)
- 2 novembre 1830 - 10 octobre 1832 : Agathon Jean François Fain
- 10 octobre 1832 - 22 février 1836 : Camille de Montalivet
- 22 février 1836 - 6 septembre 1836 : Agathon Jean François Fain
- 6 septembre 1836 - 15 avril 1837 : Camille de Montalivet
- 15 avril 1837 - 31 mars 1839 : Pierre-Marie Taillepied de Bondy
- 31 mars 1839 -  2 février 1848 : Camille de Montalivet

### Sources
- Guy Antonetti, Louis-Philippe, Paris, Librairie Arthème Fayard, 2002  (ISBN 2-213-59222-5)